# Isole di Ponza, Palmarola, Zannone, Ventotene e S. Stefano
Isole di Ponza, Palmarola, Zannone, Ventotene e S. Stefano este o arie protejată (arie de protecție specială avifaunistică — SPA) din Italia întinsă pe o suprafață de 17.168 ha, din care 70 % marine.

## Localizare
Centrul sitului Isole di Ponza, Palmarola, Zannone, Ventotene e S. Stefano este situat la coordonatele 40°54′32″N 12°56′33″E / 40.908911°N 12.94258°E.

## Înființare
Situl Isole di Ponza, Palmarola, Zannone, Ventotene e S. Stefano a fost declarat arie de protecție specială avifaunistică în septembrie 1996 pentru a proteja 33 de specii de animale.

## Biodiversitate
Situată în ecoregiunea mediteraneană, aria protejată conține 8 habitate naturale: Iazuri temporare mediteraneene, Pseudostepă cu ierburi și specii anuale de Thero-Brachypodietea, Faleze cu vegetație de Limonium spp. endemic de pe coastele mediteraneene, Recifuri, Straturi cu Posidonia (Posidonion oceanicae), Tufărișuri termo-mediteraneene și de pre-deșert, Formațiuni scunde de Euphorbia în apropierea falezelor, Păduri de Quercus ilex și Quercus rotundifolia.
La baza desemnării sitului se află mai multe specii protejate:
- păsări (31): fâsă-de-câmp (Anthus campestris), Apus pallidus, stârc galben (Ardeola ralloides), ciocârlie-cu-degete-scurte (Calandrella brachydactyla), Calonectris diomedea, caprimulg (Caprimulgus europaeus), barză albă (Ciconia ciconia), erete de stuf (Circus aeruginosus), erete alb (Circus macrourus), erete cenușiu (Circus pygargus), gușă vânătă (Cyanecula svecica), egretă mică (Egretta garzetta), presură de grădină (Emberiza hortulana), Falco eleonorae, Falco naumanni, șoim călător (Falco peregrinus), vânturel de seară (Falco vespertinus), muscar-gulerat (Ficedula albicollis), muscar (Ficedula parva), Ficedula semitorquata, Gallinago media, stârc pitic (Ixobrychus minutus), sfrâncioc roșiatic (Lanius collurio), sfrânciocul cu frunte neagră (Lanius minor), stârc de noapte (Nycticorax nycticorax), viespar (Pernis apivorus), Phalacrocorax aristotelis desmarestii, Puffinus yelkouan, Sylvia ruppeli, silvie de tufiș (Sylvia undata), Tachymarptis melba
- mamifere (1): delfin mare (Tursiops truncatus)
- reptile (1): Caretta caretta

Pe lângă speciile protejate, pe teritoriul sitului au mai fost identificate 12 specii de plante, 1 specie de mamifere, 4 specii de nevertebrate, 1 specie de reptile.